# Olympe de Gouges
Marie Gouze (Montalban, 7 de maig del 1748 - París, 3 de novembre del 1793), més coneguda com a Olympe de Gouges, fou una escriptora, activista política protofeminista i abolicionista occitana. Va escriure l'any 1791 la Declaració dels Drets de la Dona i de la Ciutadana per denunciar la falta de llibertats i de possibilitats per a les dones i reivindicar-ne els drets. Els seus escrits la convertiren molt ràpidament en objectiu dels jacobins que, assolit el govern de la República, l'executaren per «antirevolucionària».

## Biografia
Filla de Anne-Olympe Mouisset i de Pierre de Gouze nasqué a Montalban en una família menestral. Ella però, sempre afirmà que era filla del marquès Jean-Jacques Le Franc de Caixe de Lisle de Pompignan, un noble que mai no la reconegué com a filla seva. Es casà molt jove i quedà vídua al cap de dos anys amb un fill a càrrec seu. El 1770 es traslladà a París, on es canvià el nom i emprengué una carrera literària escrivint obres de teatre. Va ser una articulista i oradora brillant, tot i que va tenir una educació escassa i ni tan sols va aprendre a escriure correctament.
El seu primer treball, emmarcat a la Comédie-Française el 1785, va ser l'obra de teatre titulada Zamore et Mirza, ou l'heureux naufrage («Zamore i Mirza, o el feliç naufragi»), que gairebé la porta a presó per criticar el comerç d'esclaus que representava el 50 per cent del comerç exterior de França i que enriquia a la noblesa. Va publicar també sobre la necessitat d'instaurar el divorci, la protecció dels infants inclosos els considerats il·legítims —cosa que escandalitzà força la bona societat — i sobre la reivindicació de la igualtat de drets entre homes i dones.
Una altra injustícia que indignava De Gouges era l'explotació de les classes més desfavorides pels membres del Primer i el Segon Estat (clergat i noblesa) que va deixar per escrit a la seva Carta al poble, publicada el 1788. El 1789, s'abocà a la Revolució Francesa defensant una monarquia moderada. Donà entusiasta suport a les reformes que reivindicava el Tercer estat —els plebeus: pagesia i burgesia— davant del Primer —aristocràcia—, del Segon —jerarquia del clergat catòlic— i de la monarquia absolutista. Va ser en aquest període quan escrigué un gran nombre de cartes, pamflets, manifestos i discursos (uns trenta en total). El seu pensament, propi de la Il·lustració, ja s'havia plasmat abans en algunes de les seves obres de teatre com L'esclavitud dels negres, en què criticava amb duresa l'esclavitud.
Admirava Mirabeau i La Fayette. El 1791, escrigué la seva famosa Declaració dels Drets de la Dona i de la Ciutadana, titulada originalment en francès Les droits de la femme, com a reacció a la Declaració dels Drets de l'Home i del Ciutadà, que només reconeixia la condició de ciutadania als homes i deixava les dones en una situació d'inferioritat. L'obra començava amb les paraules següents:
| «                                                                      | Home, ets capaç de ser just? Una dona et fa aquesta pregunta. | » |
| — Olympe de Gouges, Declaració dels Drets de la Dona i de la Ciutadana |                                                               |   |

Seguint la línia de Montesquieu, defensà la separació de poders sense contradir-se amb el fet que, el 1793, iniciés la defensa de Lluís XVI i s'oposés a Robespierre i Marat.
Per les seves idees polítiques, fou detinguda el 20 de juliol de 1793, jutjada, condemnada a mort i guillotinada el 3 de novembre del 1793, acusada de ser l'autora d'un cartell girondí i haver proposat a Les tres urnes la descentralització de l'Estat mitjançant una elecció democràtica sobre una forma de govern de base federal.